# Suecia en los Juegos Olímpicos de Londres 1948
Suecia estuvo representada en los Juegos Olímpicos de Londres 1948 por un total de 181 deportistas que compitieron en 18 deportes.  
El portador de la bandera en la ceremonia de apertura fue el esgrimista Per Carleson.

## Medallistas
El equipo olímpico sueco obtuvo las siguientes medallas:
| Nombre                                                                              | Deporte            | Competición                      |
| ----------------------------------------------------------------------------------- | ------------------ | -------------------------------- |
| Oro                                                                                 |                    |                                  |
| Henry Eriksson                                                                      | Atletismo          | 1500 m M                         |
| Tore Sjöstrand                                                                      | Atletismo          | 3000 m obstáculos M              |
| John Mikaelsson                                                                     | Atletismo          | 10 km marcha M                   |
| John Ljunggren                                                                      | Atletismo          | 50 km marcha M                   |
| Arne Åhman                                                                          | Atletismo          | Triple salto M                   |
| Equipo                                                                              | Fútbol             | Torneo M                         |
| Kurt Pettersén                                                                      | Lucha grecorromana | 57 kg M                          |
| Gustav Freij                                                                        | Lucha grecorromana | 67 kg M                          |
| Gösta Andersson                                                                     | Lucha grecorromana | 73 kg M                          |
| Axel Grönberg                                                                       | Lucha grecorromana | 79 kg M                          |
| Karl-Erik Nilsson                                                                   | Lucha grecorromana | 87 kg M                          |
| William Grut                                                                        | Pentatlón moderno  | Individual M                     |
| Gert Fredriksson                                                                    | Piragüismo         | K1 1000 m M                      |
| Gert Fredriksson                                                                    | Piragüismo         | K1 10 000 m M                    |
| Hans Berglund Lennart Klingström                                                    | Piragüismo         | K2 1000 m M                      |
| Gunnar Åkerlund Hans Wetterström                                                    | Piragüismo         | K2 10 000 m M                    |
| Plata                                                                               |                    |                                  |
| Lennart Strand                                                                      | Atletismo          | 1500 m M                         |
| Ingemar Johansson                                                                   | Atletismo          | 10 km marcha M                   |
| Erik Elmsäter                                                                       | Atletismo          | 3000 m obstáculos M              |
| Gunnar Nilsson                                                                      | Boxeo              | Pesado (+80 kg) M                |
| Robert Selfelt (Claque) Olof Stahre (Komet) Sigurd Svensson (Dust)                  | Hípica             | Concurso completo por eqs.       |
| Olle Anderberg                                                                      | Lucha grecorromana | 62 kg M                          |
| Tor Nilsson                                                                         | Lucha grecorromana | +87 kg M                         |
| Ivar Sjölin                                                                         | Lucha libre        | 62 kg M                          |
| Gösta Frändfors                                                                     | Lucha libre        | 67 kg M                          |
| Bertil Antonsson                                                                    | Lucha libre        | 87 kg M                          |
| Folke Bohlin Hugo Johnson Gösta Brodin                                              | Vela               | Dragon M                         |
| Bronce                                                                              |                    |                                  |
| Bertil Albertsson                                                                   | Atletismo          | 10 000 m M                       |
| Rune Larsson                                                                        | Atletismo          | 400 m vallas M                   |
| Göte Hagström                                                                       | Atletismo          | 3000 m obstáculos M              |
| Rune Larsson Kurt Lundquist Lars-Erik Wolfbrandt Folke Alnevik                      | Atletismo          | 4 × 400 m M                      |
| Ann-Britt Leyman                                                                    | Atletismo          | Salto de longitud F              |
| Frank Cervell Carl Forssell Bengt Ljungquist Sven Thofelt Per Carleson Arne Tollbom | Esgrima            | Espada por eqs. M                |
| Gösta Magnusson                                                                     | Halterofilia       | 82,5 kg M                        |
| Gustaf Adolf Boltenstern (Trumf)                                                    | Hípica             | Doma ind.                        |
| Robert Selfelt (Claque)                                                             | Hípica             | Concurso completo ind.           |
| Thure Johansson                                                                     | Lucha libre        | 52 kg M                          |
| Erik Lindén                                                                         | Lucha libre        | 79 kg M                          |
| Bengt Fahlqvist                                                                     | Lucha libre        | 87 kg M                          |
| Gösta Gärdin                                                                        | Pentatlón moderno  | Individual M                     |
| Jonas Jonsson                                                                       | Tiro               | Rifle en posición tendida 50 m M |
| Torsten Ullman                                                                      | Tiro               | Pistola 50 m M                   |
| Sven Lundquist                                                                      | Tiro               | Pistola rápida de fuego 25 m M   |
| Tore Holm Torsten Lord Martin Hindorff Karl-Robert Ameln Gösta Salén                | Vela               | 6 Metre M                        |